# Бондари (Одесская область)
Бондари (укр. Бондарі) — село, относится к Подольскому району Одесской области Украины.
Население по переписи 2001 года составляло 125 человек. Почтовый индекс — 66441. Телефонный код — 4863. Занимает площадь 0,62 км². Код КОАТУУ — 5120284805.

## Местный совет
66441, Одесская обл., Подольский р-н, с. Новосёловка